# James Blood Ulmer
James Blood Ulmer (St. Matthews (South Carolina), 2 februari 1942) is een Amerikaanse jazz- en bluesgitarist.

## Biografie
Ulmer speelde al op 4-jarige leeftijd gitaar. Zijn vader leerde hem de eerste handgrepen. Tot aan zijn stembreuk was hij actief in het gospelkwartet The Southern Sons. In 1959 ging hij als beroepsmuzikant naar Pittsburgh, waar hij aanvankelijk werkzaam was in r&b-bands als The Savoys en The Swing Kings, waarmee hij ook optrad in Canada en op de Amerikaanse Maagdeneilanden. Tussen 1964 en 1966 speelde hij in door orgel gedomineerde souljazzbands en nam hij op met het orgeltrio van Hank Marr. Tussen 1967 en 1971 woonde hij in Detroit (Michigan), waar hij ook componeerde en repeteerde met een uit drums, bas, trombone en altsaxofoon bestaande band. Soms trad hij op met Dionne Warwick, Chuck Jackson, George Adams en John Patton. In 1971 verhuisde hij naar New York, waar hij negen maanden lang iedere avond optrad in het Minton's Playhouse. In 1973 was hij kort bij Art Blakey en speelde hij met Paul Bley, Larry Young en Joe Henderson. Hij nam onderricht bij Ornette Coleman en trad in 1974 met hem op tijdens het Ann Arbor Blues & Jazz Festival. Hij speelde in 1976 op platen met Coleman en trad ook in Europa op bij verdere optredens van Colemans Prime Time. Daarnaast was hij betrokken bij twee albums met Arthur Blythe.
Vanaf 1980 leidde Ulmer zijn eigen trio (meestal met Calvin Weston en Amin Ali), met wie hij composities speelde, die zich opbouwden op het harmolodisch concept van Coleman en die leidden tot een soort abstracte jazzfunk. Tijdens het verdere verloop van de jaren 1980 werkte hij ook samen met George Adams en met het Music Revelation Ensemble (o.a. met Pharoah Sanders, David Murray en John Zorn). Tijdens de jaren 1990 speelde hij enerzijds in de Odyssey Band met de violist Charles Burnham en de drummer Warren Benbow, maar paste de kennis die hij opdeed met het harmonische concept ook toe in ensembles die meer verwant waren met de blues, o.a. met Vernon Reid, Amina Claudine Myers en Bill Laswell, zoals dit is gedocumenteerd op zijn album Blue Blood (2001). Hij werkte ook met James Carter, Jayne Cortez en het World Saxophone Quartet.

## Discografie
- 1977: Revealing (In+Out Records)
- 1978: Tales of Captain Black (Artists House)
- 1980: Are You Glad to Be in America? (Rough Trade Records)
- 1981: Freelancing (Columbia Records)
- 1982: Black Rock (Columbia Records)
- 1986: Live at the Caravan of Dreams (Caravan of Dreams)
- 1987: America – Do You Remember the Love? (Blue Note Records)
- 1988: Wings
- 1989: Blues Allnight (In+Out Records)
- 1990: Black and Blues (DIW Records) Drayton, Ali, Weston
- 1993: Harmolodic Guitar with Strings (DIW Records)
- 1994: Live at the Bayerischer Hof (In+Out Records)
- 1994: Blues Preacher (Sony Records)
- 1996: Forbidden Blues (DIW Records)
- 2001: Blue Blood (Innerhythmic)
- 2001: Memphis Blood: The Sun Sessions (M)
- 2003: No Escape from the Blues (M)
- 2005: Birthright (HYENA Records)
- 2007: Bad Blood in the City: The Piety Street Sessions (HYENA Records)
- 2009: In and Out (In+Out Records)
- 2017: James Blood Ulmer & The Thing: Baby Talk (Trost)

### Met Odyssey
- 1983: Odyssey (Columbia Records) Charles Burnham, Warren Benbow
- 1983: Part Time (Rough Trade Records)
- 1997: Reunion (Knitting Factory) Burnham, Benbow
- 2005: Back in Time (Pi Recordings) Odyssey the Band: Burnham, Benbow

### Met Music Revelation Ensemble
- 1980: No Wave (Moers, 1980)
- 1988: Music Revelation Ensemble (DIW Records)
- 1990: Electric Jazz (DIW Records)
- 1991: After Dark (DIW Records)
- 1993: In the Name of… (DIW Records)
- 1996: Knights of Power (DIW Records)
- 1997: Cross Fire (DIW Records)

### Met Phalanx
- 1985: Phalanx (Moers)
- 1987: Original Phalanx (DIW Records)
- 1988: In Touch (DIW Records)

### Met Third Rail
- 1995: South Delta Space Age (Antilles Records)

### Deelneming
- 1969: John Patton: Accent on the Blues (Blue Note Records)
- 1973: Rashied Ali: Rashied Ali Quintet (Knitting Factory)
- 1973: Larry Young: Lawrence of Newark (Perception/Castle)
- 1979: Arthur Blythe: Lenox Avenue Breakdown (Columbia Records)
- 1980: Arthur Blythe: Illusions (Columbia Records)
- 1984: David Murray: Children (Black Saint)
- 1986: David Murray: Recording N.Y.C. 1986 (DIW Records)
- 1982/83: Jamaaladeen Tacuma: Show Stopper (Gramavision)

## Hoorspelen
- 2004: Andreas Ammer/FM Einheit: Lost & Found: Das Paradies (auch Sprecher) – regie: Andreas Ammer/FM Einheit (pophoorspel – BR)